# 7633 Volodymyr
7633 Volodymyr è un asteroide della fascia principale. Scoperto nel 1982, presenta un'orbita caratterizzata da un semiasse maggiore pari a 2,5676478 UA e da un'eccentricità di 0,2101735, inclinata di 6,96297° rispetto all'eclittica.